# كفر السادات
كفر السادات إحدى قرى مركز تلا التابع لمحافظة المنوفية بجمهورية مصر العربية.

## السكان
بلغ عدد سكان كفر السادات 3,559 نسمة، منهم 1،804 رجل و1755 إمرأة، حسب الإحصاء الرسمي لعام 2006.